# أبجدية هولندية

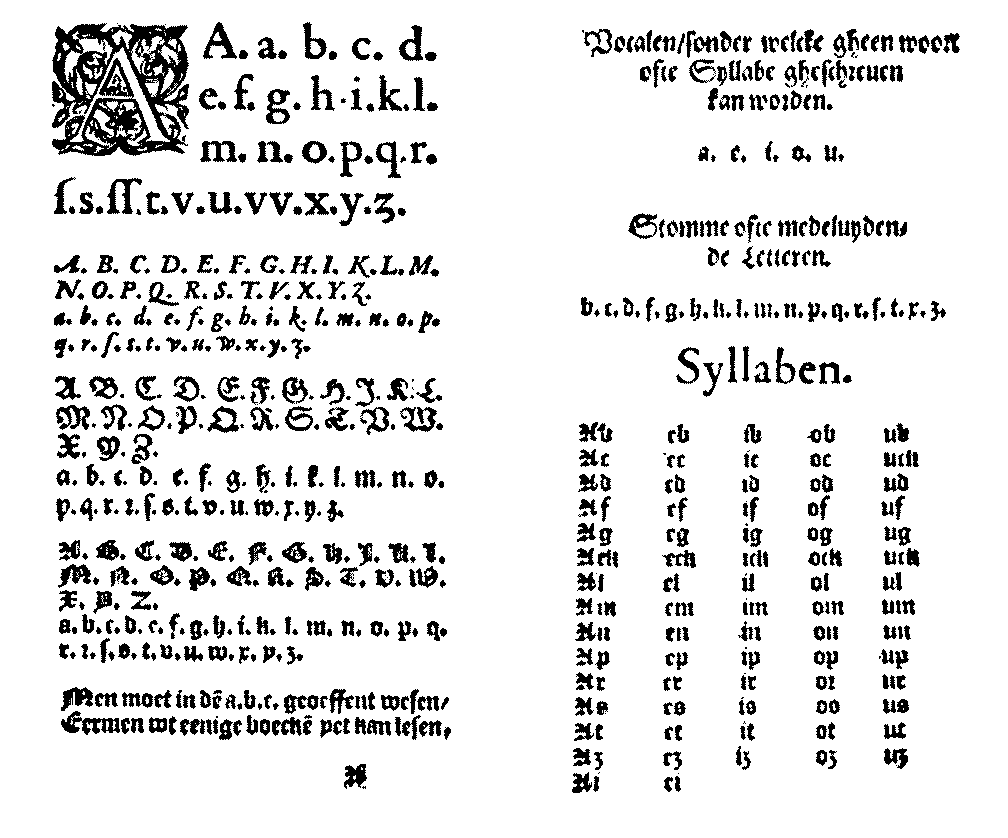

تتكون الأبجدية الهولندية الحديثة من 26 حرفاً في النظام اللاتيني الأساسي للمنظمة الدولية للمعايير، وتستخدم في كتابة اللغة الهولندية، ستة منهم حروف علة، و21 حرفاً حروف ساكنة